# 文正記
『文正記』（ぶんしょうき）は、室町時代後期の軍記物。『文正騒動記』とも。作者は不詳であるが、内題にある「文正元年丙戌躁動史序（べんしょうがんねんへいじゅつそうどうしじょ）」という名前の通り、文正元年9月6日（1466年10月15日）に発生した文正の政変を扱った作品で、奥書に「文正元年丙戌九月晦日録焉」と記されていることから、同政変の直後に成立したとみられている（丙戌は同年の干支）。
また、斯波氏の家督争いに関しては斯波義廉と重臣甲斐常治に同情的に描かれていることから、その関係者を作者に推定する説もある。
斯波義健没後の斯波氏の家督争いに室町幕府や有力守護大名が巻き込まれていく。やがて家督争いは畠山氏、そして室町将軍家にも広がっていき、やがて山名宗全と細川勝元は対立を深めながらも将軍足利義政周辺による足利義視暗殺計画をきっかけに文正の政変を引き起こす。だが、結果として宗全と勝元の対立は決定的な方向へ向かうところで話を終えている。